# Stade Yves-Tual
Le stade Yves-Tual est un ancien stade de football situé à Concarneau, dans le Finistère.
Inauguré en 1921 puis agrandi en 1925 et à plusieurs reprises dans les années 60, son club résident était l'US Concarneau de son inauguration à sa destruction en 1988.

## Le stade

### Histoire du stade

#### Création du stade
De sa création en 1911 à 1920, l'US Concarneau n'avait pas de stade fixe et jouait sur différents terrains, il y a eu le Miné, la Ville Close (au Petit Château, mais la taille du terrain n’était pas homologuée) et Kerauret. En 1920, le club obtient la location d'un champ à Kérampéru appartenant à Yves-Tual, pour y construire un terrain de football. A son inauguration, le terrain dispose d'une salle faisant office de vestiaire et d'une main courante montée à partir de tubulures de chaudières. En 1925, les premières tribunes du stade sont construites.

#### Rachat et agrandissement du stade et record d'affluence
Jusqu'au début de la Seconde Guerre mondiale, aucune évolution n'est apporté au terrain de Kérampéru. En 1952, le club achète le terrain pour 500 000 francs. En 1960, un pourtour est construit en face de la tribune principale et cette dernière est élargie. L'année suivante, le stade accueille 3 667 spectateurs pour un match de Coupe de France contre l'AS Brestoise, record d'affluence du stade. En 1966, un pourtour latéral est construit et 4 projecteurs sont installés pour y jouer la nuit. Le 31 août 1969, le stade accueille le premier match de l'USC, au niveau national, en CFA. Le match, contre Poitiers, se dispute devant 2 274 spectateurs et les Thoniers l'emportent un but à zéro. Lors de l'année 1969, la tribune est étendue, des rangées sont rajoutés aux parties qui en comportait moins, une bonne partie de la tribune comporte dès lors, 10 rangées de bancs en bois. Durant la première saison de l'USC en CFA, 1 702 spectateurs assisteront en moyenne à chaque match des Thoniers. Le 21 septembre 1975, l'USC joue face au Stade quimpérois, relégué de D2, pour un derby sud-finistérien. Le record d'affluence est largement battu, ce n'est pas moins de 5 356 spectateurs qui s'entassent dans le stade champêtre pour assister au derby sud-finistérien qui se termina sur un zéro à zéro. Il s'agit de la quatrième meilleure affluence en D3, cette saison, tout groupe confondu. En 1986, l'USC qui vient de se qualifier pour les 16ème de finale de la Coupe de France tirent le Limoges FC, pensionnaire de D2. Pour accueillir le match, tout le long de la main courante, des barrières en métal de 3 mètres de haut sont installés pour éviter tout débordement de spectateurs. Le match de Coupe de France se dispute devant 3 556 spectateurs et se termine sur un score de parité, un but partout.

#### Destruction du stade par un ouragan
En Octobre 1987, un violent ouragan s'abat sur la côte ouest de l'atlantique, les vents violents détruisent le stade, les pourtours sont envolés, le toit de la tribune arraché, les 4 projecteurs sont au sol. Peu après, Guy Piriou, président du club à l'époque, décide de construire un nouveau stade à 150 m de ce stade, l'ancien serait détruit et le magasin E.Leclerc voisin pourrait s'agrandir. En 1988, après l'inauguration du nouveau stade, le stade Yves Tual est détruit et aujourd'hui se trouve à sa place le parking de l'hypermaché E.Leclerc de Concarneau.

## Capacité, Affluence

### Evolution de la capacité du stade
| Année | Nombre de places | Nombre de places assises |
| ----- | ---------------- | ------------------------ |
| 1921  | Aucune tribune   | Aucune tribune           |
| 1925  | 600 places       | 600 assises              |
| 1960  | 3 500 places     | 800 assises              |
| 1966  | 4 500 places     | 800 assises              |
| 1969  | 4 700 places     | 1 000 assises            |
| 1988  | Stade détruit    | Stade détruit            |

## Coupe de France
Matchs de Coupe de France (hors US Concarneau)
| Date           | Équipe 1      | Résultat | Équipe 2                | Tour    | Affluence |
| -------------- | ------------- | -------- | ----------------------- | ------- | --------- |
| 3 octobre 1926 | UBO Brest (?) | 3 - 2    | FC Lorient (3ème série) | 2e tour | ?         |